# Tesfaye Dinka
Tesfaye Dinka (amharisch ተስፋዬ ድንካ; * 3. November 1939 in Ambo; † 6. Dezember oder 7. Dezember 2016 in Fairfax) war vom 27. April bis zum 6. Juni 1991 Premierminister von Äthiopien.

## Leben und Wirken
Tesfaye Dinkas Familie war in der Landwirtschaft tätig. Nach der General Wingate Secondary School in Addis Abeba studierte er an der Amerikanischen Universität Beirut und anschließend an der Syracuse University in den USA, die er mit einem Abschluss in Industrial Engineering absolvierte.
Dinka gehörte zum Volk der Oromo. Dennoch war er ein führendes Mitglied des Mengistu-Regimes und Mitglied des Politbüros der Arbeiterpartei Äthiopiens (WPE). Vor seiner Ernennung zum Regierungschef hatte Dinka bereits Erfahrung in diversen Ministerposten gesammelt. Nacheinander war er Landwirtschafts-, Finanz- und Industrieminister. In der Zeit von 1989 bis 1991 dann Außenminister seines Heimatlandes. Gleichzeitig übte er seit dem 10. September 1987 das Amt eines stellvertretenden Premierministers aus. 
Dinka gehörte zu den gemäßigten Leuten des Mengistu-Regimes und zum Lager derjenigen Regierungsmitglieder, welche Mengistu Verhandlungen mit den Aufständischen empfahl. In den letzten Tagen des Regimes von Mengistu Haile Mariam wurde er zum Regierungschef ernannt. Bereits knapp einen Monat später musste er nach der Flucht von Mengistu und der Eroberung der Hauptstadt Addis Abeba sein Amt an die neuen Machthaber abgeben.
Dinka arbeitete in den 1990er-Jahren als Berater für die von der Weltbank ins Leben gerufene Globale Koalition für Arfika, die sich für die ökomomische Entwiklung Afrikas einsetzt, und für UNO-Organisationen. Er lebte seit Jahren in den USA.
Dinka starb im Dezember 2016 in seinem Haus in Fairfax. Er hinterließ seine Ehefrau und vier Kinder.